# Black Flag
Black Flag var ett inflytelserikt amerikanskt hardcore-punkband, aktivt 1976–1986. Bandet nämns ofta som viktigt i samband med att genren hardcore växte fram, men också i skapandet av den moderna amerikanska "underground"-scenen över huvud taget.

## Historia
Black Flag bildades i Hermosa Beach, Kalifornien 1976. Den enda medlem som var med i bandet under hela dess existens var gitarristen Greg Ginn men den mest kända medlemmen är antagligen bandets fjärde sångare Henry Rollins. Tidigare sångare i bandet var Keith Morris (senare i Circle Jerks), Ron Reyes (under pseudonymen Chavo Pederast) och Dez Cadena (som senare en period spelade gitarr i bandet). Andra som spelade i bandet var till exempel Chuck Dukowski (bas), ROBO (trummor, senare i Misfits), Kira Roessler (bas), Bill Stevenson (trummor).

## Medlemmar
Nuvarande medlemmar
- Greg Ginn – gitarr (1976 – 1986, 2003, 2013 – idag)
- Mike Vallely – sång (2003, 2013 – idag)
- Tyler Smith – bas (2014 – idag)

Tidigare medlemmar
- Keith Morris – sång (1976 – 1979)
- Raymond Pettibon – bas (1976)
- Glen "Spot" Lockett – bas (1976 – 1977)
- Chuck Dukowski – bas (1977 – 1983)
- Brian Migdol – trummor (1976 – 1979)
- Roberto "ROBO" Valverde – trummor (1979 – 1981, 2003)
- Ron Reyes – sång (1979 – 1980, 2013)
- Dez Cadena – gitarr (1981 – 1983, 2003), sång (1980 – 1981, 2003)
- Henry Rollins – sång (1981 – 1986)
- Emil Johnson – trummor (1982)
- Chuck Biscuits – trummor (1982)
- Kira Roessler – bas (1983 - 1985)
- Bill Stevenson – trummor (1983 - 1985)
- Anthony Martinez – trummor (1985 - 1986)
- C'el Revuelta – bas (1986, 2003)
- Gregory Moore – trummor (2003, 2013)
- Dave Klein – bas (2013)
- Brandon Pertzborn – trummor (2014)

## Diskografi

### Studioalbum
- Damaged (december 1981)
- My War (mars 1984)
- Family Man (september 1984)
- Slip It In (december 1984)
- Loose Nut (may 1985)
- In My Head (oktober 1985)
- What The... (november 2013)

### Livealbum
- Live '84 (december 1984)
- Who's Got the 10½? (mars 1986)
- Live at the On Broadway 1982 (november 2010)

### Samlingsalbum
- Everything Went Black (1982)
- The First Four Years (1983)
- Wasted...Again (1987)

### Singlar
- Louie Louie / Damage I (1981)
- Thirsty and Miserable / Life Of Pain (1981)

### Studio EP
- Nervous Breakdown (oktober 1978)
- Jealous Again (augusti 1980)
- Six Pack (juni 1981)
- TV Party (juli 1982)
- The Process of Weeding Out (september 1985)
- Minuteflag (Samarbete med Minutemen; 1986)
- I Can See You (1989)

### Live EP
- Annihilate This Week (1987)